# Mosquées Djuma (Bakou)

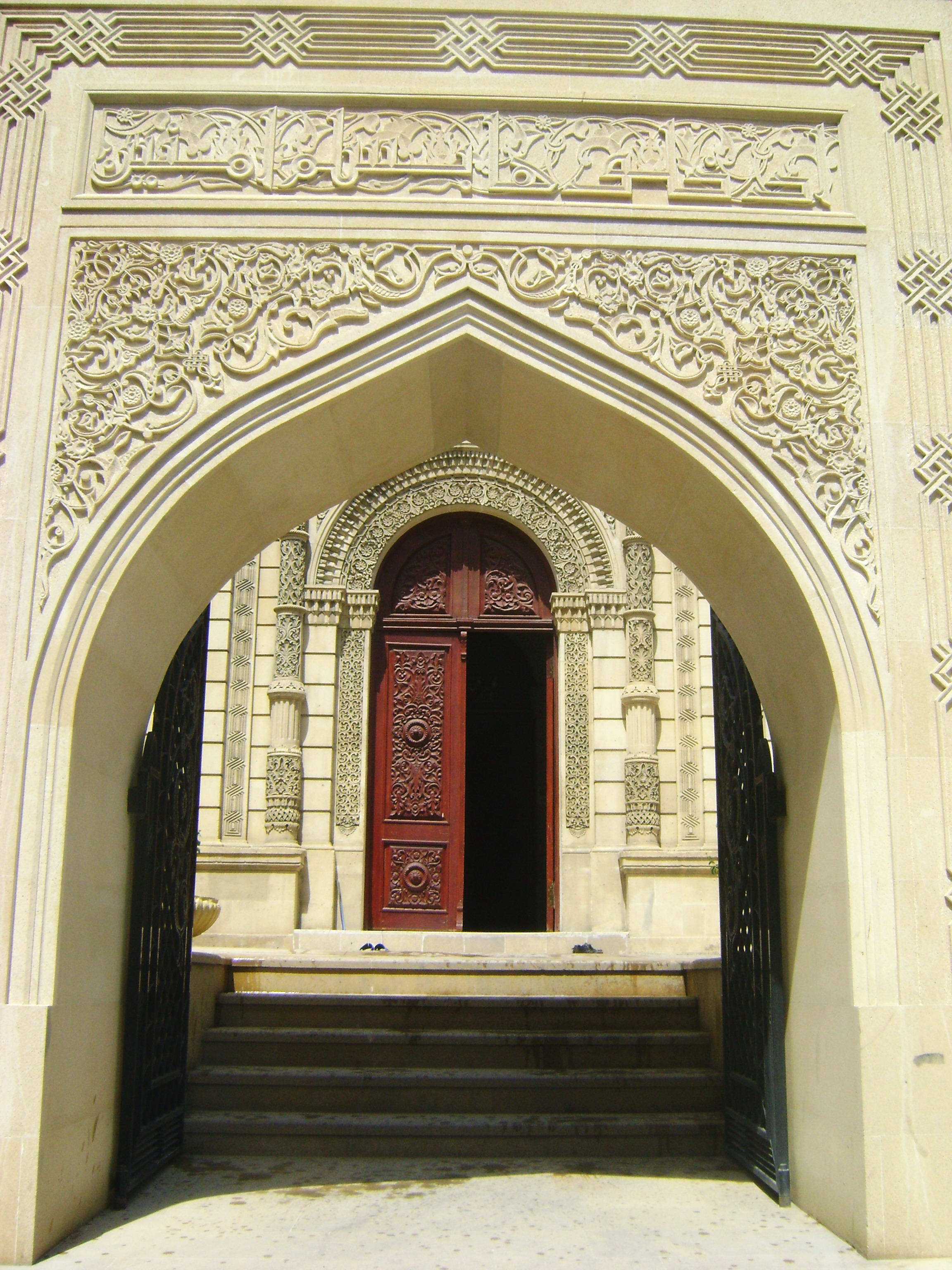
La mosquée Djuma

La mosquée Djuma (en azerbaïdjanaise: Cümə məscidi), ou mosquée du vendredi, est une mosquée de Bakou, en Azerbaïdjan. La mosquée cathédrale a été construite au XIIe siècle sur le site d'un temple de fidèles du feu.
Une inscription sur la mosquée indique: «Amir Charaf al-Din Mahmoud a ordonné de restaurer cette mosquée au mois de Rajab 709 h. (1309)». Sur le mur nord de la mosquée, on érigea un minaret entouré de stalactites en 1437.
Située dans l'historique Vieille ville, la mosquée a été reconstruite à plusieurs reprises. La mosquée actuelle du vendredi a été construite en 1899 avec le financement du philanthrope de Bakou, Hadji Chikhlali Dadachov. Il y a des traces d'un temple zoroastrien sur le site.
Dans la vie culturelle de l'Azerbaïdjan médiéval, la mosquée-cathédrale servait de centre socioculturel.

## Histoire

### Mosquée Jameh
La mosquée Jameh a été construite au XIIe siècle. Un design sophistiqué de la mosquée montre qu'il a été construit en plusieurs étapes. Ses principales parties sont une salle de culte dans la partie sud et des minarets au nord. Il y a de petits chantiers entre la salle de culte et les minarets. La partie la plus ancienne de la mosquée est une salle de culte de forme carrée. La pièce ressemble aux kiosques mosquées de la période seldjoukide. Sa couverture était archaïque. Selon son extérieur, ce dôme a été construit dans le style de l'école d'architecture Maragha-Nakhitchevan, qui a fonctionné au XIIe siècle.
Les motifs ornementaux couvrant la partie supérieure du dôme se retrouvent dans des monuments architecturaux de la période seldjoukide tels que les minarets de Chamkir, les complexes de Garabagh et Atabegs, la tombe de Maragha, etc.
Certains scientifiques, notamment Andrey Pavlinov, ont estimé que la mosquée Djuma avait été construite sur les vestiges d'un temple de fidèles du feu.

### Minaret
En 1437, sur le mur nord de la mosquée, le minaret en forme de stalactite a été construit pour appeler les fidèles à namaz.

### Construction de la mosquée Djuma
La mosquée Djuma a été construite dans les vestiges de la mosquée Jameh par le milliardaire Hadji Cheikhali Agha Dadachov en 1899.
La mosquée fonctionnait comme un musée du tapis pendant la période soviétique. La mosquée Djuma, qui a restauré ses activités en tant que mosquée dans les années 1990, a été fondamentalement restaurée aux dépens du budget de l'État.
La salle de culte de forme carrée avec 4 colonnes dans la partie centrale de la mosquée et le petit dôme sont les composants principaux de la mosquée. Des motifs classiques orientaux et européens ont été utilisés dans l'architecture du bâtiment. Le portail présente les principes de base de l'architecture azerbaïdjanaise: gravures sur pierre, motifs nationaux, épigraphes artistiques, etc.
En 2008, la mosquée a été entièrement restaurée par des spécialistes de la construction, des architectes et des artistes. Des systèmes de chauffage et d'éclairage ont été installés. Sur les murs de la mosquée, des ornements fabriqués à la main, une sourate du Coran ont été gravés et les noms des cinq membres d'Ahl al-Bayt, qui sont sacrés dans l'islam, ont été écrits.

## Galerie

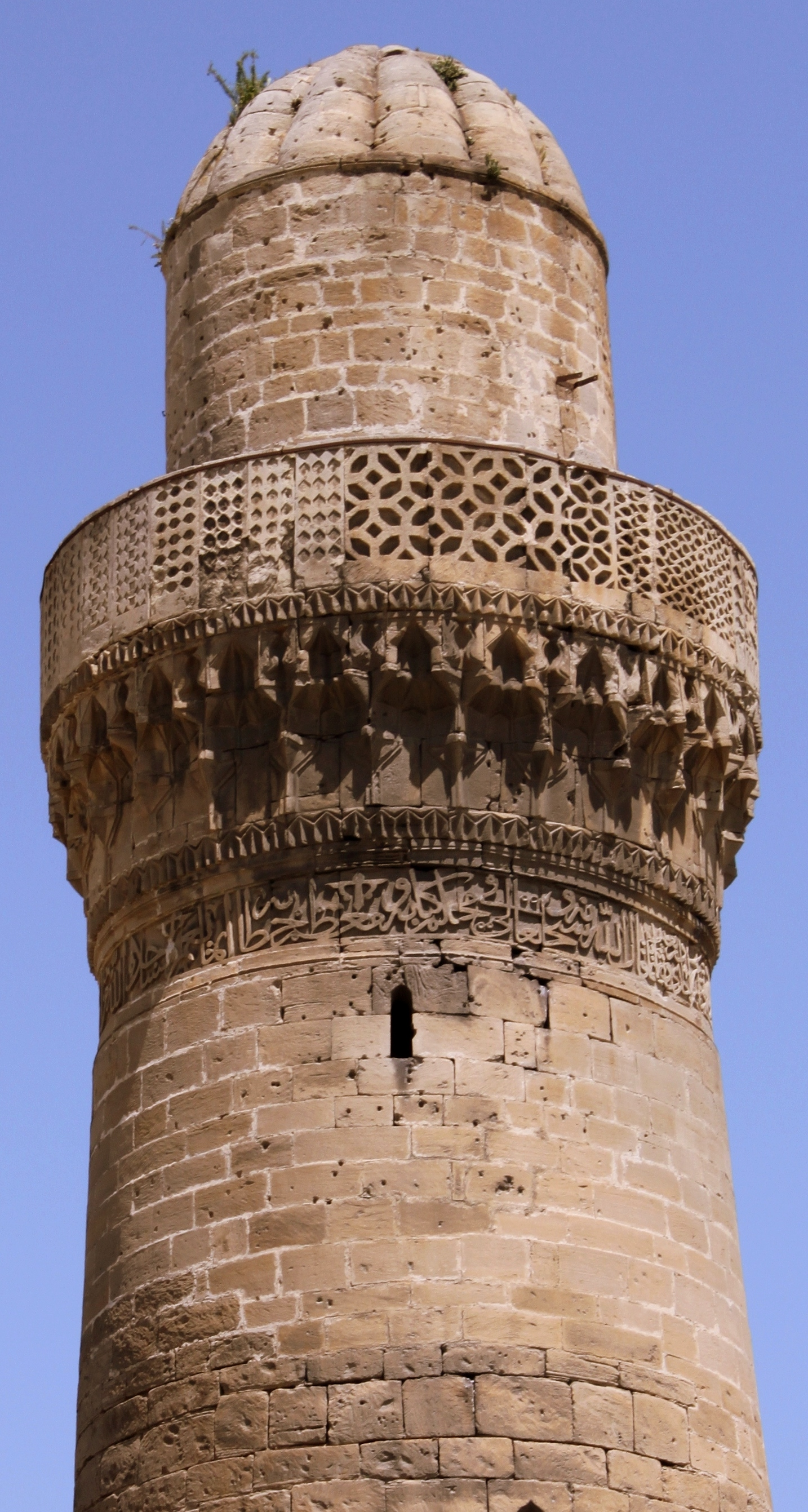
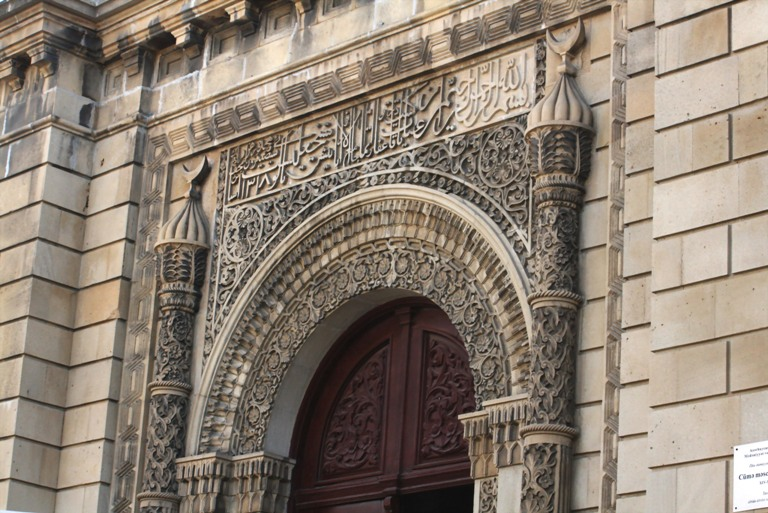
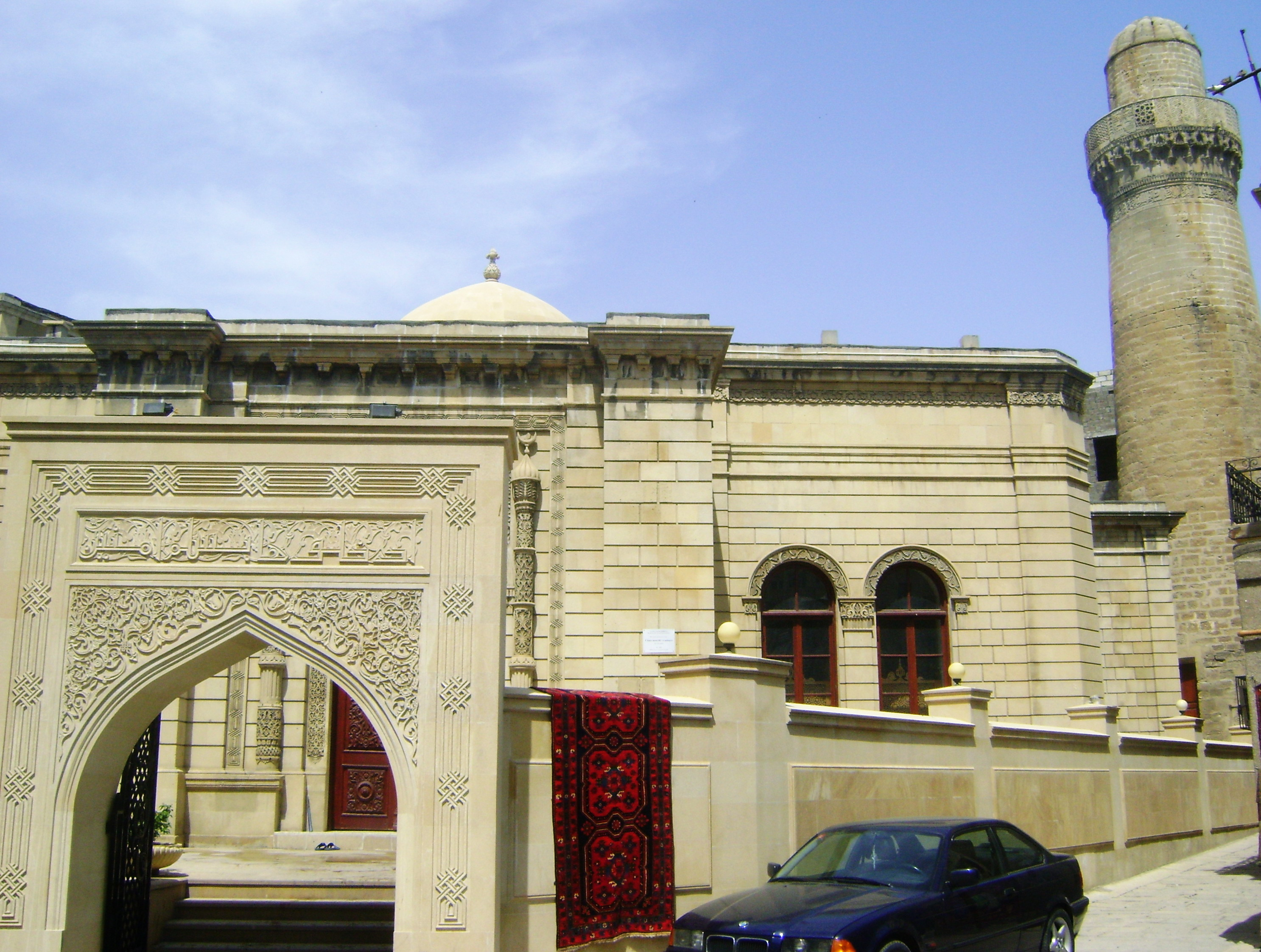
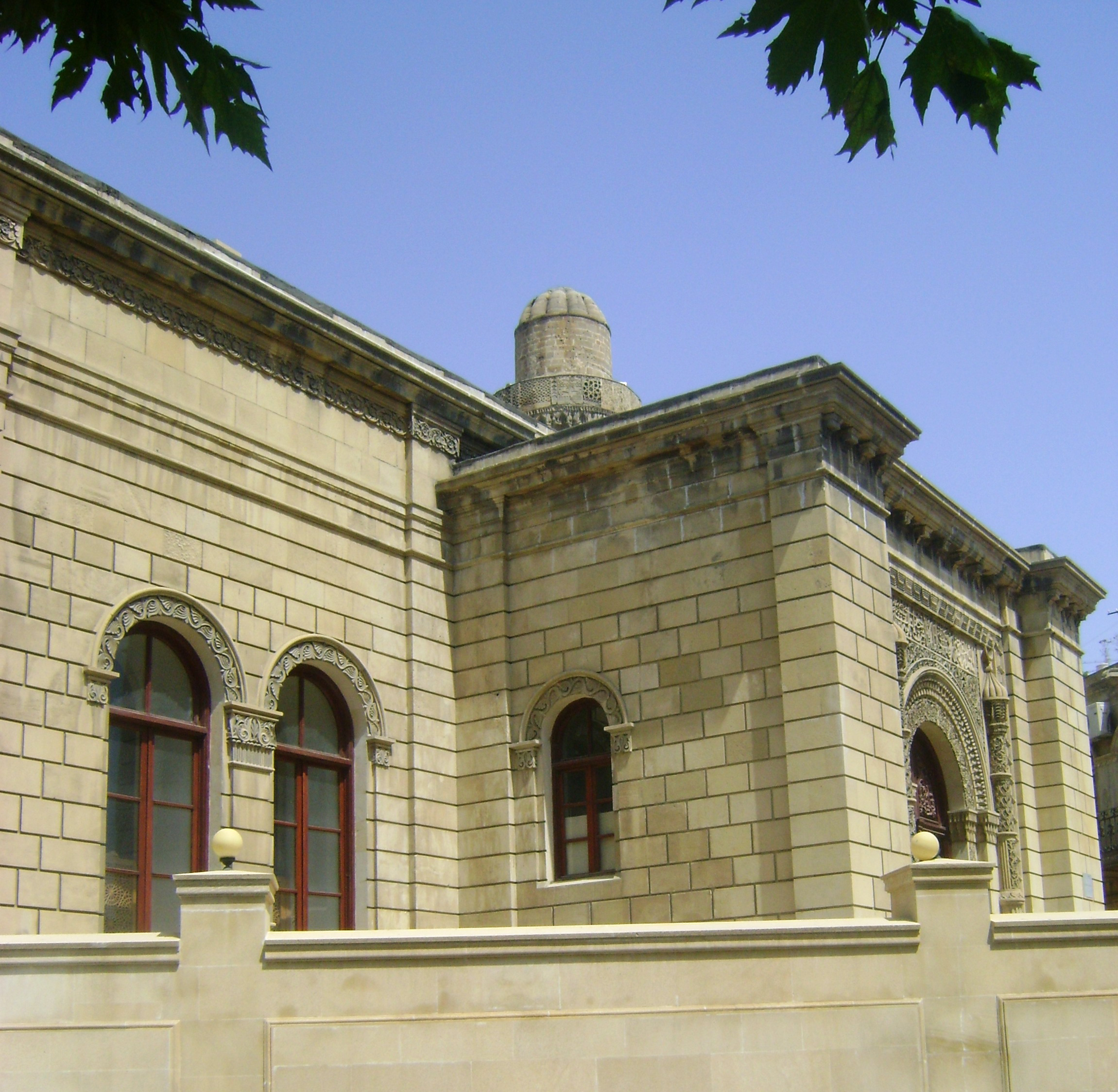
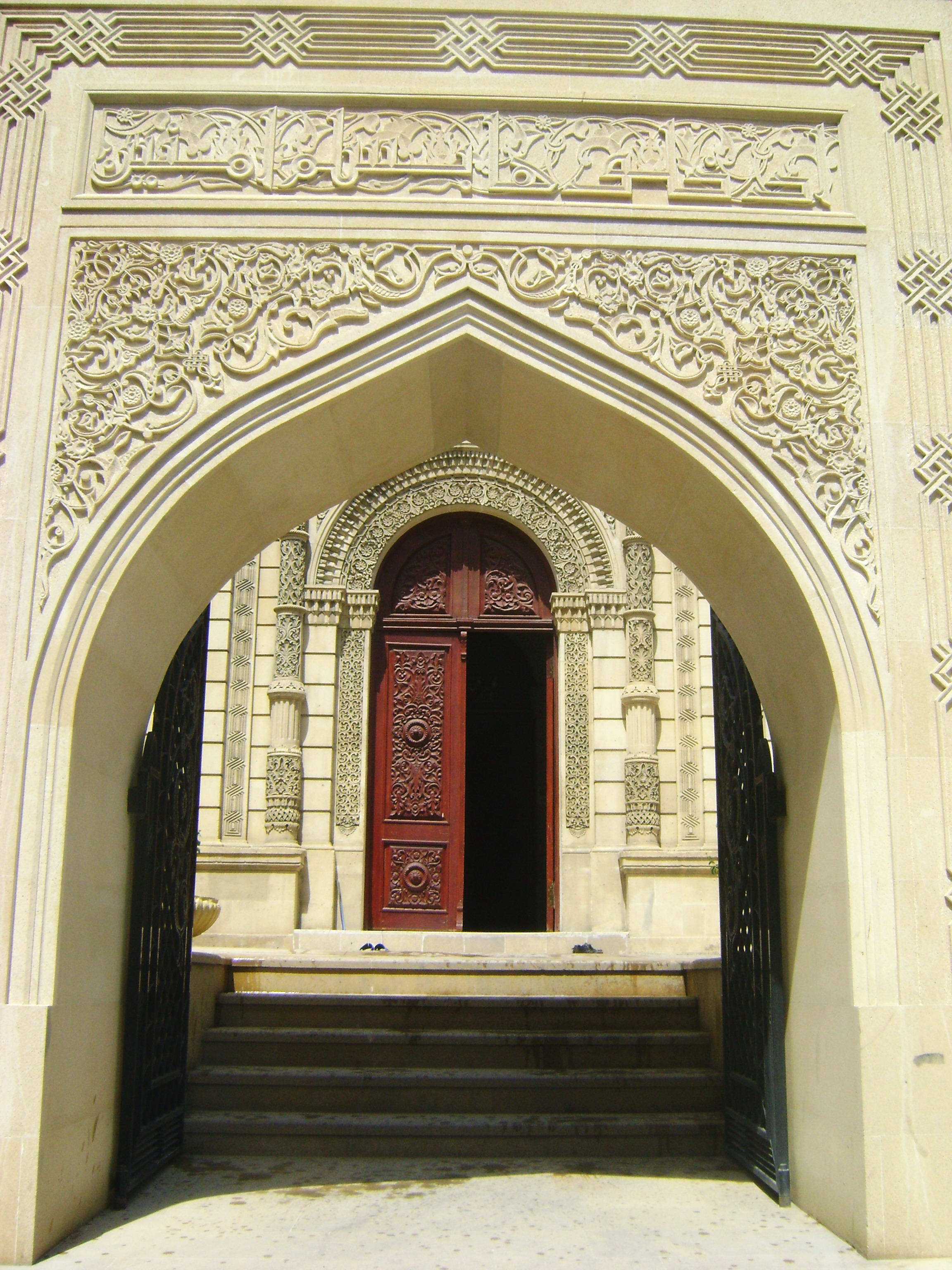
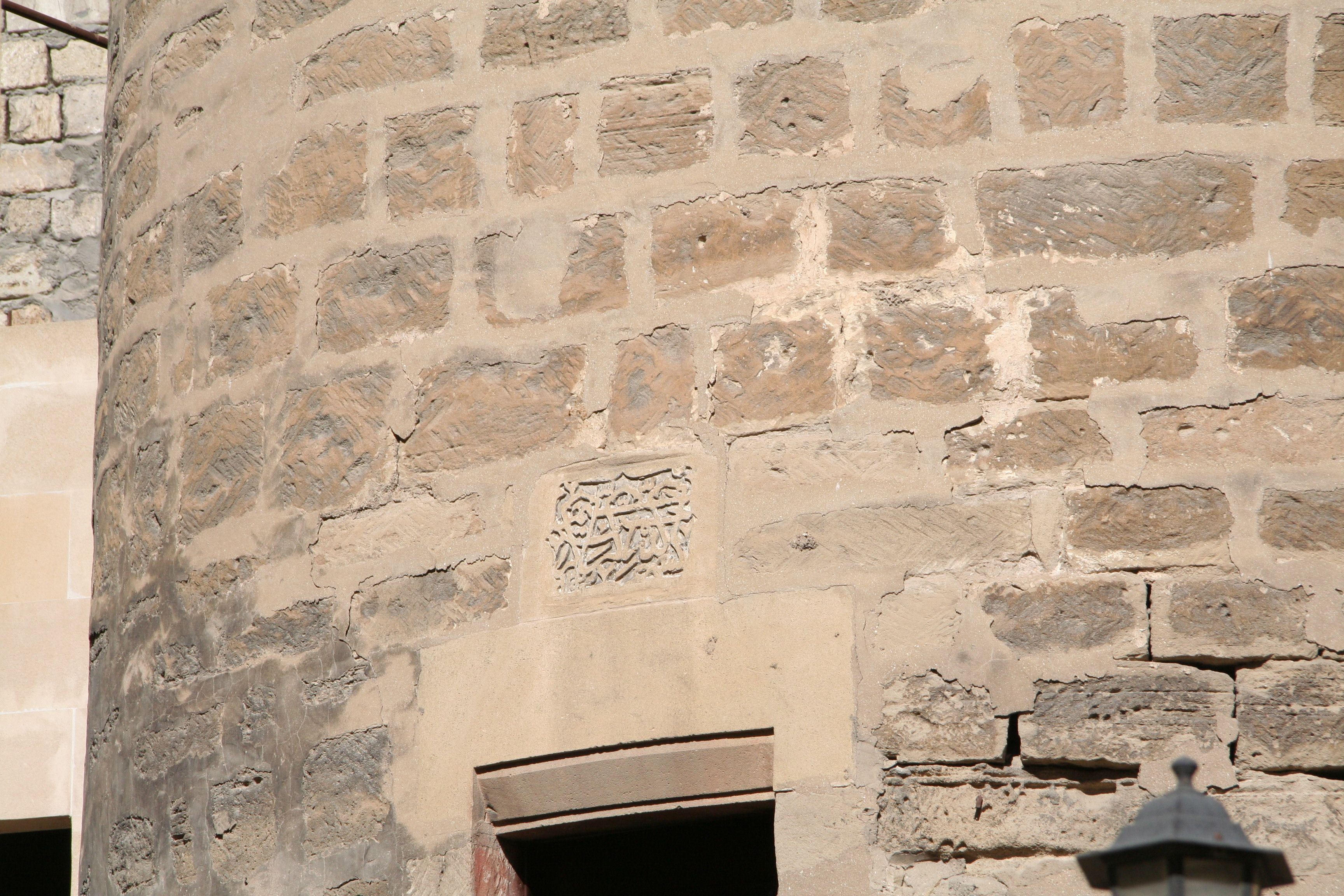
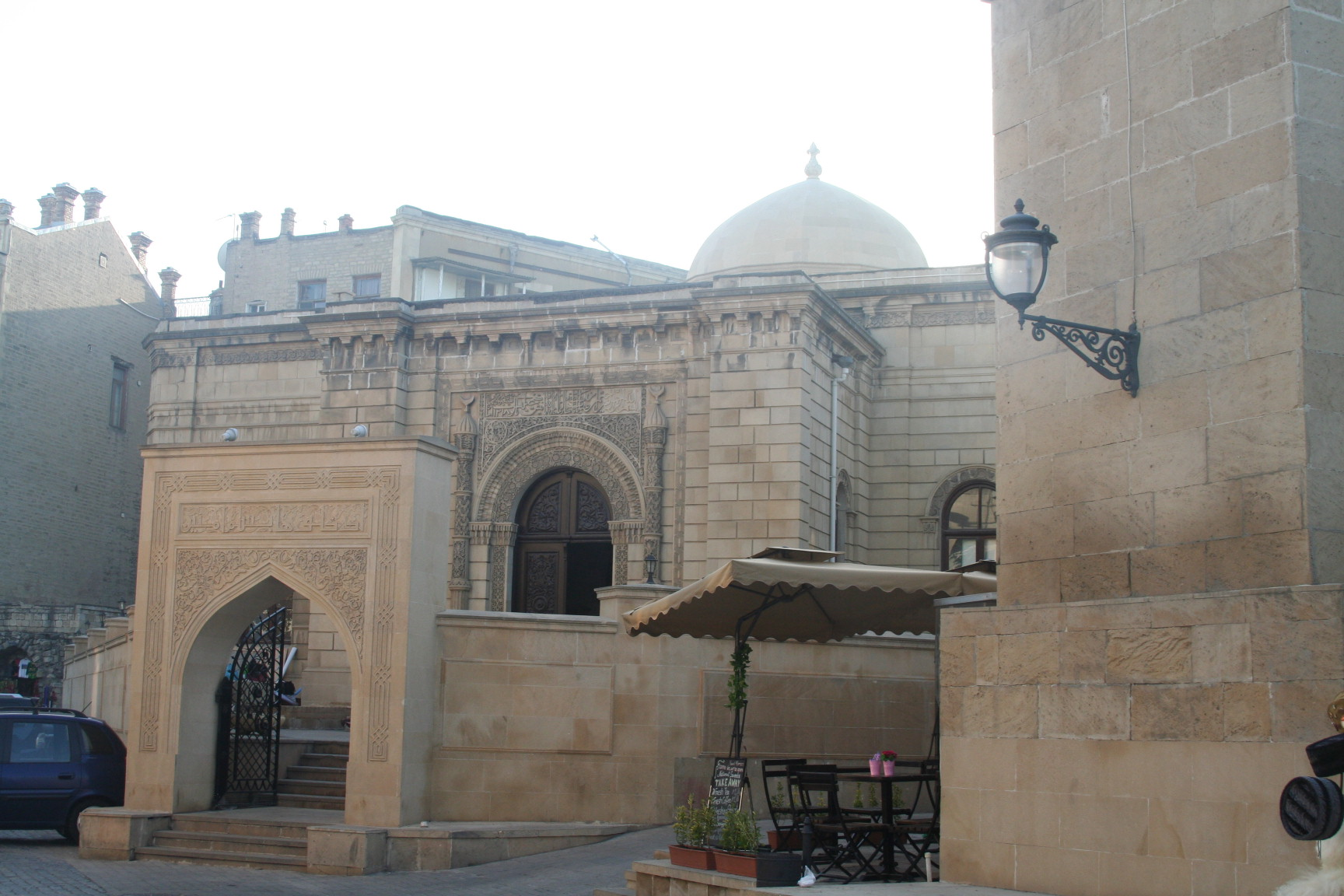
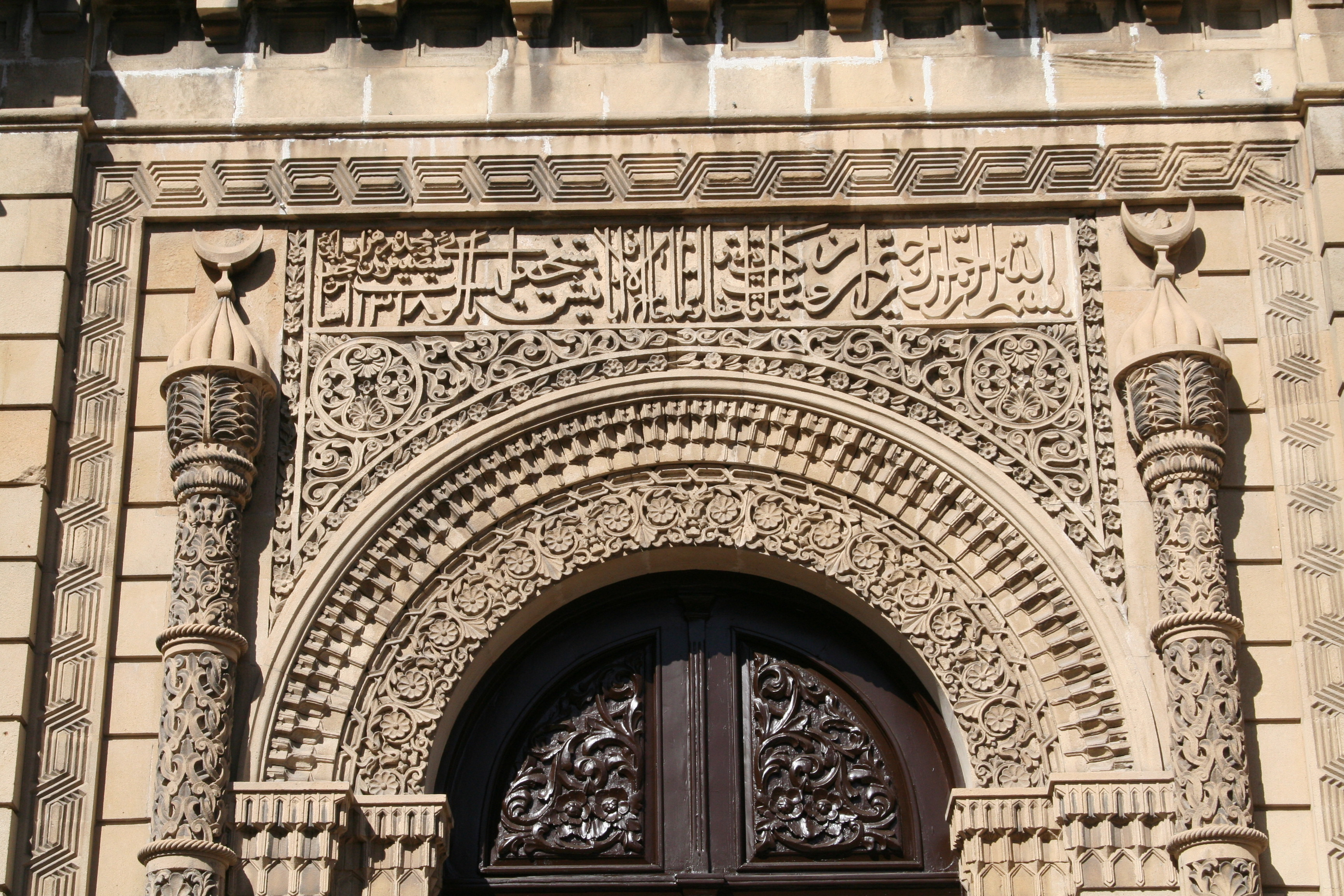